# Campeonato Sul-Americano de Atletismo Sub-23 de 2024 - Resultados
Esses foram os resultados do Campeonato Sul-Americano de Atletismo Sub-23 de 2024, que ocorreram nos dias 27 a 29 de setembro de 2024, no Estádio de Atletismo La Flora, em Bucaramanga, na Colômbia. Contou com a presença de 252 atletas de 12 nacionalidades distribuídos em 45 provas.

## Resultado masculino

### 100 metros
Bateria – 27 de setembro
Vento:
Bateria  1: -1.2 m/s, Bateria 2: +0.0 m/s
| Posição | Bateria | Atleta           | Nacionalidade | Tempo | Notas |
| ------- | ------- | ---------------- | ------------- | ----- | ----- |
| 1       | 1       | Carlos Florez    | Colômbia      | 10.40 | Q     |
| 2       | 2       | Tomás Villegas   | Argentina     | 10.48 | Q     |
| 3       | 2       | Gustavo Mongelos | Paraguai      | 10.50 | Q     |
| 4       | 1       | Hygor Soares     | Brasil        | 10.51 | Q     |
| 5       | 1       | Thamer Vilar     | Brasil        | 10.54 | Q     |
| 6       | 2       | Aron Earl        | Peru          | 10.59 | Q     |
| 7       | 2       | Luis Hernández   | Colômbia      | 10.60 | q     |
| 8       | 2       | Katriel Angulo   | Equador       | 10.62 | q     |
| 9       | 1       | Iván Romero      | Venezuela     | 10.67 |       |
| 10      | 1       | Benjamín Aravena | Chile         | 10.71 |       |
| 11      | 1       | Keiver Pirela    | Venezuela     | 10.73 |       |
| 12      | 1       | Roy Chila        | Equador       | 10.78 |       |
| 13      | 1       | Anhuar Duarte    | Paraguai      | 11.02 |       |
| 14      | 2       | Gio Xiang Bernal | Panamá        | 11.33 |       |

Final – 27 de setembro
Vento: +0.8 m/s
| Posição           | Raia | Atleta           | Nacionalidade | Tempo | Notas |
| ----------------- | ---- | ---------------- | ------------- | ----- | ----- |
| Medalha de ouro   | 3    | Carlos Florez    | Colômbia      | 10.19 |       |
| Medalha de prata  | 4    | Tomás Villegas   | Argentina     | 10.41 |       |
| Medalha de bronze | 6    | Hygor Soares     | Brasil        | 10.44 |       |
| 4                 | 5    | Gustavo Mongelos | Paraguai      | 10.48 |       |
| 5                 | 7    | Aron Earl        | Peru          | 10.50 |       |
| 6                 | 2    | Thamer Vilar     | Brasil        | 10.53 |       |
| 7                 | 1    | Luis Hernández   | Colômbia      | 10.55 |       |
| 8                 | 8    | Katriel Angulo   | Equador       | 10.71 |       |

### 200 metros
Bateria – 28 de setembro
Vento:
Bateria  1: -0.7 m/s, Bateria 2: -0.3 m/s
| Posição | Bateria | Atleta              | Nacionalidade | Tempo | Notas |
| ------- | ------- | ------------------- | ------------- | ----- | ----- |
| 1       | 1       | Carlos Florez       | Colômbia      | 20.91 | Q     |
| 2       | 1       | Tomás Villegas      | Argentina     | 21.08 | Q     |
| 3       | 1       | Jhumiler Sánchez    | Paraguai      | 21.29 | Q     |
| 4       | 2       | Katriel Angulo      | Equador       | 21.39 | Q     |
| 5       | 1       | Óscar Baltán        | Colômbia      | 21.44 | q     |
| 6       | 2       | Keiver Pirela       | Venezuela     | 21.50 | Q     |
| 7       | 2       | Benjamín Aravena    | Chile         | 21.52 | Q     |
| 8       | 2       | Iván Romero         | Venezuela     | 21.61 | q     |
| 9       | 2       | Steeven Salas       | Equador       | 21.75 |       |
| 10      | 1       | Víctor Saldaña      | Bolívia       | 22.14 |       |
| 11      | 2       | Gio Xiang Bernal    | Panamá        | 22.60 |       |
| 99      | 2       | Martín Kouyoumdjian | Chile         | DNS   |       |

Final – 29 de setembro
Vento: ? m/s
| Posição           | Raia | Atleta           | Nacionalidade | Tempo | Notas |
| ----------------- | ---- | ---------------- | ------------- | ----- | ----- |
| Medalha de ouro   | 5    | Carlos Florez    | Colômbia      | 21.08 |       |
| Medalha de prata  | 6    | Tomás Villegas   | Argentina     | 21.19 |       |
| Medalha de bronze | 3    | Katriel Angulo   | Equador       | 21.42 |       |
| 4                 | 1    | Iván Romero      | Venezuela     | 21.50 |       |
| 5                 | 7    | Jhumiler Sánchez | Paraguai      | 21.52 |       |
| 6                 | 2    | Óscar Baltán     | Colômbia      | 21.69 |       |
| 7                 | 4    | Keiver Pirela    | Venezuela     | 21.76 |       |
| 8                 | 8    | Benjamín Aravena | Chile         | DNS   |       |

### 400 metros
28 de setembro
| Posição           | Raia | Atleta              | Nacionalidade | Tempo | Notas |
| ----------------- | ---- | ------------------- | ------------- | ----- | ----- |
| Medalha de ouro   | 1    | Daniel Balanta      | Colômbia      | 46.30 |       |
| Medalha de prata  | 5    | Jadson Lima         | Brasil        | 46.45 |       |
| Medalha de bronze | 3    | Martín Kouyoumdjian | Chile         | 46.95 |       |
| 4                 | 7    | Raúl Palacios       | Colômbia      | 47.19 |       |
| 5                 | 4    | Alan Minda          | Equador       | 47.29 |       |
| 6                 | 6    | Dhustyn Morquecho   | Equador       | 47.63 |       |
| 7                 | 8    | Manuel Robles       | Argentina     | 48.74 |       |
| 8                 | 2    | Paul Wood           | Paraguai      | 49.36 |       |

### 800 metros
29 de setembro
| Posição           | Atleta            | Nacionalidade | Tempo   | Notas |
| ----------------- | ----------------- | ------------- | ------- | ----- |
| Medalha de ouro   | Leonardo de Jesus | Brasil        | 1:47.76 |       |
| Medalha de prata  | Victor Santos     | Brasil        | 1:50.13 |       |
| Medalha de bronze | Klaus Scholz      | Chile         | 1:50.35 |       |
| 4                 | Adrian Mendoza    | Colômbia      | 1:50.72 |       |
| 5                 | Daniel Ruiz       | Venezuela     | 1:50.84 |       |
| 6                 | Lucas Jara        | Chile         | 1:51.26 |       |
| 7                 | Héctor Gómez      | Venezuela     | 1:51.75 |       |
| 8                 | David Preciado    | Colômbia      | 1:51.92 |       |
| 9                 | Leandro Daza      | Bolívia       | 1:52.19 |       |
| 10                | Omar Sotomayor    | Bolívia       | 1:54.13 |       |
| 99                | Uriel Muñoz       | Argentina     | DNF     |       |

### 1.500 metros
27 de setembro
| Posição           | Atleta            | Nacionalidade | Tempo   | Notas                 |
| ----------------- | ----------------- | ------------- | ------- | --------------------- |
| Medalha de ouro   | Leonardo de Jesus | Brasil        | 3:43.55 | Recorde do campeonato |
| Medalha de prata  | Janio Varjão      | Brasil        | 3:44.09 |                       |
| Medalha de bronze | Ericky dos Santos | Paraguai      | 3:44.72 |                       |
| 4                 | Uriel Muñoz       | Argentina     | 3:44.84 |                       |
| 5                 | Bryan Jara        | Chile         | 3:46.95 |                       |
| 6                 | Carlos Briceño    | Venezuela     | 3:47.22 |                       |
| 7                 | Cristhian Escobar | Peru          | 3:50.68 |                       |
| 8                 | Lucas Jara        | Chile         | 3:52.58 |                       |
| 9                 | Thomas Castro     | Colômbia      | 3:52.80 |                       |
| 10                | Gonzalo Gervasini | Uruguai       | 3:52.95 |                       |
| 11                | Julian Gómez      | Colômbia      | 3:57.79 |                       |

### 5.000 metros
Final – 29 de setembro
| Posição           | Atleta            | Nacionalidade | Tempo    | Notas |
| ----------------- | ----------------- | ------------- | -------- | ----- |
| Medalha de ouro   | Janio Varjão      | Brasil        | 14:52.62 |       |
| Medalha de prata  | Jonathan Molina   | Peru          | 14:57.57 |       |
| Medalha de bronze | Vinícius Alves    | Brasil        | 15:03.98 |       |
| 4                 | Carlos Briceño    | Venezuela     | 15:06.57 |       |
| 5                 | Alex Caiza        | Equador       | 15:10.68 |       |
| 6                 | Joaquín Ponce     | Equador       | 15:11.72 |       |
| 7                 | Ignacio Carrizo   | Chile         | 15:12.84 |       |
| 8                 | Ángel Romero      | Chile         | 15:16.07 |       |
| 9                 | Ericky dos Santos | Paraguai      | 15:19.72 |       |
| 10                | Manuel Ortiz      | Colômbia      | 15:23.88 |       |
| 11                | Salvador Gorosito | Argentina     | 15:24.35 |       |
| 12                | Diego Orozco      | Colômbia      | 15:25.21 |       |

### 10.000 metros
Final – 27 de setembro
| Posição           | Atleta            | Nacionalidade | Tempo    | Notas    |
| ----------------- | ----------------- | ------------- | -------- | -------- |
| Medalha de ouro   | Jonathan Molina   | Peru          | 30:54.43 |          |
| Medalha de prata  | Alex Caiza        | Equador       | 31:05.52 |          |
| Medalha de bronze | Ignacio Carrizo   | Chile         | 31:09.81 |          |
| 4                 | Joaquín Ponce     | Equador       | 31:46.77 |          |
| 5                 | Peterson Ribeiro  | Brasil        | 32:17.88 |          |
| 6                 | Ángel Romero      | Chile         | 32:57.18 |          |
| 7                 | Salvador Gorosito | Argentina     | 33:21.70 |          |
| 8                 | Diego Orozco      | Colômbia      | 34:09.70 |          |
| 9                 | Estebán Ortega    | Colômbia      | DQ       | RT17.1.2 |

### 110 metros barreiras
29 de setembro
Vento: +0.5 m/s
| Posição           | Raia | Atleta             | Nacionalidade | Tempo | Notas |
| ----------------- | ---- | ------------------ | ------------- | ----- | ----- |
| Medalha de ouro   |      | Thiago dos Santos  | Brasil        | 13.82 |       |
| Medalha de prata  |      | Fabricio Pereira   | Brasil        | 13.92 |       |
| Medalha de bronze |      | Geronimo Cañizales | Colômbia      | 13.95 |       |
| 4                 |      | Kevin Mendieta     | Paraguai      | 14.17 |       |
| 5                 |      | Fabrizio Jara      | Paraguai      | 15.18 |       |

### 400 metros barreiras
28 de setembro
| Posição           | Raia | Atleta             | Nacionalidade | Tempo | Notas |
| ----------------- | ---- | ------------------ | ------------- | ----- | ----- |
| Medalha de ouro   | 3    | Matheus da Silva   | Brasil        | 49.13 |       |
| Medalha de prata  | 6    | Neider Abello      | Colômbia      | 50.34 |       |
| Medalha de bronze | 5    | Ramón Fuenzalida   | Chile         | 51.31 |       |
| 4                 | 4    | Bruno De Genaro    | Argentina     | 51.50 |       |
| 5                 | 7    | Ian Andrey Pata    | Equador       | 52.40 |       |
| 6                 | 8    | Sebastián Mosquera | Colômbia      | 52.53 |       |
| 7                 | 2    | Caio Silva         | Brasil        | 53.45 |       |

### 3.000 metros com obstáculos
28 de setembro
| Posição           | Atleta            | Nacionalidade | Tempo    | Notas |
| ----------------- | ----------------- | ------------- | -------- | ----- |
| Medalha de ouro   | Vinícius Alves    | Brasil        | 9:07.38  |       |
| Medalha de prata  | Mateus de Alencar | Brasil        | 9:12.81  |       |
| Medalha de bronze | Diego Caldeira    | Venezuela     | 9:21.67  |       |
| 4                 | Reinaldo Delgado  | Colômbia      | 9:26.17  |       |
| 5                 | Kevin Genes       | Uruguai       | 9:44.39  |       |
| 6                 | Hipolito Pereiro  | Argentina     | 10:02.41 |       |
| 7                 | Sebastián Henao   | Colômbia      | 10:11.99 |       |
| 9                 | Julio Espinoza    | Chile         | DNF      |       |

### Revezamento 4x100 m
28 de setembro
| Posição           | Raia | Nacionalidade | Atletas                                                           | Tempo | Notas |
| ----------------- | ---- | ------------- | ----------------------------------------------------------------- | ----- | ----- |
| Medalha de ouro   | 4    | Colômbia      | Luis Hernández, Carlos Florez, Óscar Baltán, Enoc Marum           | 39.74 |       |
| Medalha de prata  | 5    | Brasil        | Thiago dos Santos, Thamer Vilar, Fabricio Pereira, Hygor Soares   | 40.24 |       |
| Medalha de bronze | 3    | Paraguai      | Anhuar Duarte, Kevin Mendieta, Jhumiler Sánchez, Gustavo Mongelos | 40.42 |       |
| 4                 | 6    | Equador       | Ian Andrey Pata, Katriel Angulo, Steeven Salas, Roy Chila         | 40.81 |       |

### Revezamento 4x400 m
29 de setembro
| Posição           | Raia     | Nacionalidade                                                         | Atletas | Tempo | Notas |
| ----------------- | -------- | --------------------------------------------------------------------- | ------- | ----- | ----- |
| Medalha de ouro   | Brasil   | Jadson Lima, Leonardo de Jesus, Caio Silva, Matheus da Silva          | 3:07.14 |       |       |
| Medalha de prata  | Equador  | Dhustyn Morquecho, Héctor Broncano, Ian Andrey Pata, Alan Minda       | 3:07.90 |       |       |
| Medalha de bronze | Colômbia | Juan Wilches, Raúl Palacios, Neider Abello, Daniel Balanta            | 3:08.59 |       |       |
| 4                 | Chile    | Ramón Fuenzalida, Benjamín Aravena, Martín Kouyoumdjian, Klaus Scholz | 3:12.98 |       |       |

### 20 km marcha atlética
27 de setembro
| Posição           | Atleta             | Nacionalidade | Tempo      | Notas |
| ----------------- | ------------------ | ------------- | ---------- | ----- |
| Medalha de ouro   | Miguel Peña        | Colômbia      | 1:25:39.40 |       |
| Medalha de prata  | Saúl Wamputsrik    | Equador       | 1:25:41.10 |       |
| Medalha de bronze | Ezequiel Arrubla   | Colômbia      | 1:27:39.90 |       |
| 4                 | Otavio Vicente     | Brasil        | 1:33:03.40 |       |
| 5                 | Sebastián Giuliani | Argentina     | 1:34:44.30 |       |
| 9                 | Jaime Ccanto       | Peru          | DSQ        |       |
| 9                 | Edson de Aguilar   | Brasil        | DSQ        |       |

### Salto em altura
27 de setembro
| Medalha de ouro   | Nicolas Numair    | Chile     | 2.05 |  |
| Medalha de prata  | Jeiner Mosquera   | Colômbia  | 2.05 |  |
| Medalha de bronze | Santiago Barberia | Argentina | 2.00 |  |
| 4                 | Héctor Añez       | Venezuela | 2.00 |  |
| 5                 | Eric da Silva     | Brasil    | 2.00 |  |
| 6                 | Paulo Teles       | Brasil    | 1.95 |  |
| 6                 | Janer Caicedo     | Colômbia  | 1.95 |  |
| 9                 | Pedro Alamos      | Chile     | NM   |  |

### Salto com vara
27 de setembro
| Posição           | Atleta                | Nacionalidade | 4.50 | 4.60 | 4.70 | 4.80 | 4.90 | 5.00 | 5.05 | 5.10 | 5.15 | 5.20 | Resultado | Notas |
| ----------------- | --------------------- | ------------- | ---- | ---- | ---- | ---- | ---- | ---- | ---- | ---- | ---- | ---- | --------- | ----- |
| Medalha de ouro   | Ricardo Montes de Oca | Venezuela     | –    | –    | –    | –    | –    | xxo  | –    | o    | –    | xxx  | 5.10      |       |
| Medalha de prata  | Andreas Kreiss        | Brasil        | –    | –    | o    | o    | o    | xo   | xx–  | o    | xxx  |      | 5.10      |       |
| Medalha de bronze | Cristobal Núñez       | Chile         | –    | –    | –    | o    | –    | o    | –    | xxo  | x–   | xx   | 5.10      |       |
| 4                 | Samuel Estrada        | Colômbia      | –    | o    | –    | xo   | o    | o    | –    | xxx  |      |      | 5.00      |       |
| 9                 | Andrés Torres         | Colômbia      | xxx  |      |      |      |      |      |      |      |      |      | NM        |       |

### Salto em comprimento
28 de setembro
| Posição           | Atleta            | Nacionalidade | #1   | #2    | #3   | #4   | #5   | #6   | Resultado | Notas |
| ----------------- | ----------------- | ------------- | ---- | ----- | ---- | ---- | ---- | ---- | --------- | ----- |
| Medalha de ouro   | Gabriel Luis Bosa | Brasil        | 7.93 | 7.79  | x    | 7.64 | x    | 7.74 | 7.93      |       |
| Medalha de prata  | Breno de Carvalho | Brasil        | 7.70 | 7.78w | 7.77 | x    | 7.70 | x    | 7.78w     |       |
| Medalha de bronze | Kevin Simisterra  | Equador       | x    | 7.25  | 7.15 | 7.39 | x    | 7.55 | 7.55      |       |
| 4                 | Martin Saavedra   | Argentina     | 7.11 | 6.62  | 7.13 | 6.86 | 6.50 | 7.21 | 7.21      |       |
| 5                 | Luis Ángel Viga   | Colômbia      | 6.82 | 6.79  | 6.57 | 6.55 | 6.69 | 6.70 | 6.82      |       |
| 6                 | Miguel Lan        | Colômbia      | x    | x     | x    | 6.33 | x    | x    | 6.33      |       |

### Salto triplo
29 de setembro
| Posição           | Atleta                | Nacionalidade | #1    | #2    | #3    | #4    | #5    | #6    | Resultado | Notas |
| ----------------- | --------------------- | ------------- | ----- | ----- | ----- | ----- | ----- | ----- | --------- | ----- |
| Medalha de ouro   | Felipe da Silva       | Brasil        | x     | x     | 15.41 | x     | 16.25 | 16.00 | 16.25     |       |
| Medalha de prata  | João Pedro de Azevedo | Brasil        | 15.93 | 15.74 | x     | 15.06 | x     | 15.57 | 15.93     |       |
| Medalha de bronze | Santiago Theran       | Colômbia      | 14.88 | 15.40 | 15.47 | 15.37 | 15.40 | 15.61 | 15.61     |       |
| 4                 | Steeven Palacios      | Equador       | 15.20 | x     | 14.46 | 14.84 | 15.44 | 15.46 | 15.46     |       |
| 5                 | Nazareno Melgarejo    | Argentina     | 15.02 | 15.32 | 13.37 | 14.99 | 15.27 | 14.93 | 15.32     |       |
| 6                 | Óscar Cometa          | Colômbia      | 14.53 | 15.30 | 15.19 | 14.68 | 14.98 | 15.23 | 15.30     |       |
| 7                 | Yoalber Rodríguez     | Venezuela     | 14.80 | 14.96 | x     | 14.68 | x     | 14.45 | 14.96     |       |

### Arremesso de peso
27 de setembro
| Posição           | Atleta                | Nacionalidade | #1    | #2    | #3    | #4    | #5    | #6    | Resultado | Notas |
| ----------------- | --------------------- | ------------- | ----- | ----- | ----- | ----- | ----- | ----- | --------- | ----- |
| Medalha de ouro   | Juan Manuel Arrieguez | Argentina     | 17.13 | 15.56 | 15.59 | 16.80 | 17.73 | x     | 17.73     |       |
| Medalha de prata  | Ronald Grueso         | Colômbia      | 17.12 | x     | 17.32 | 17.36 | x     | x     | 17.36     |       |
| Medalha de bronze | Vinícius Avancini     | Brasil        | 16.44 | x     | 16.14 | 16.44 | 17.26 | 17.32 | 17.32     |       |
| 4                 | Arthur de Sousa       | Brasil        | x     | 16.11 | 16.18 | x     | x     | x     | 16.18     |       |
| 5                 | Brayan Palacios       | Colômbia      | 14.87 | x     | 14.66 | 14.54 | x     | 14.87 | 14.87     |       |

### Lançamento de disco
27 de setembro
| Posição           | Atleta             | Nacionalidade | #1    | #2    | #3    | #4    | #5    | #6    | Resultado | Notas |
| ----------------- | ------------------ | ------------- | ----- | ----- | ----- | ----- | ----- | ----- | --------- | ----- |
| Medalha de ouro   | Juan David Montaño | Colômbia      | 51.49 | 52.64 | 57.00 | 55.15 | 56.57 | 56.98 | 57.00     |       |
| Medalha de prata  | Mateus Torres      | Brasil        | x     | 51.02 | 55.83 | 55.14 | 54.18 | x     | 55.83     |       |
| Medalha de bronze | Alberto dos Santos | Brasil        | 53.20 | x     | x     | 51.84 | x     | x     | 53.20     |       |
| 4                 | Ronald Grueso      | Colômbia      | 50.73 | 52.38 | x     | x     | 52.52 | 51.51 | 52.52     |       |
| 5                 | Marcos Piton       | Argentina     | 48.78 | 49.55 | x     | 51.51 | 48.99 | 50.46 | 51.51     |       |
| 6                 | Camilo Rojas       | Chile         | 48.08 | x     | x     | 50.09 | 50.03 | 49.42 | 50.09     |       |

### Lançamento de martelo
27 de setembro
| Posição           | Atleta                   | Nacionalidade | #1    | #2    | #3    | #4    | #5    | #6    | Resultado | Notas |
| ----------------- | ------------------------ | ------------- | ----- | ----- | ----- | ----- | ----- | ----- | --------- | ----- |
| Medalha de ouro   | Tomás Olivera            | Argentina     | x     | 50.75 | x     | 60.97 | 62.74 | 67.22 | 67.22     |       |
| Medalha de prata  | Lautaro Vouilloz         | Argentina     | 64.81 | x     | 65.03 | x     | x     | x     | 65.03     |       |
| Medalha de bronze | Miguel Castro            | Chile         | 62.87 | 62.25 | 63.27 | x     | 64.03 | x     | 64.03     |       |
| 4                 | Marcos Lopes             | Brasil        | x     | 50.75 | 60.61 | x     | 61.16 | 56.90 | 61.17     |       |
| 5                 | Juan Sebastián Scarpetta | Colômbia      | 56.79 | 58.22 | 59.01 | 58.85 | 61.01 | 59.31 | 61.01     |       |
| 6                 | Juan Camilo Díaz         | Colômbia      | x     | 50.61 | 52.61 | 54.05 | 53.45 | 53.34 | 54.05     |       |

### Lançamento de dardo
28 de setembro
| Posição           | Atleta             | Nacionalidade | #1    | #2    | #3    | #4    | #5    | #6    | Resultado | Notas |
| ----------------- | ------------------ | ------------- | ----- | ----- | ----- | ----- | ----- | ----- | --------- | ----- |
| Medalha de ouro   | Lars Flaming       | Paraguai      | 68.26 | 74.40 | 67.89 | 70.98 | 68.80 | 74.99 | 74.99     |       |
| Medalha de prata  | Lautaro Techera    | Uruguai       | 68.82 | 73.15 | 73.33 | 71.02 | 71.29 | 70.92 | 73.33     |       |
| Medalha de bronze | Orlando Fernández  | Venezuela     | 72.09 | 67.10 | 68.29 | 68.59 | 67.38 | 65.41 | 72.09     |       |
| 4                 | Yirmar Torres      | Equador       | x     | x     | 59.02 | 67.09 | 56.62 | 59.68 | 67.09     |       |
| 5                 | Arthur Curvo       | Brasil        | 61.97 | 66.15 | 64.69 | 63.60 | 66.08 | 64.98 | 66.15     |       |
| 6                 | Santiago Pimentel  | Colômbia      | 62.23 | 65.75 | 63.87 | 62.14 | 65.13 | 65.47 | 65.75     |       |
| 7                 | Yainer Rodríguez   | Colômbia      | 64.48 | 64.17 | 65.02 | x     | 60.83 | x     | 65.02     |       |
| 8                 | Carlos Rospigliosi | Peru          | 55.97 | 58.39 | 63.25 | 62.23 | x     | x     | 63.25     |       |

### Decatlo
27 – 28 de setembro
| Pos.              | Atleta                 | Nacionalidade | 100 m | SD   | AP    | SA   | 400 m | 110 m C/B | AD    | SV   | LD    | 1500 m  | PG   | Notas |
| ----------------- | ---------------------- | ------------- | ----- | ---- | ----- | ---- | ----- | --------- | ----- | ---- | ----- | ------- | ---- | ----- |
| Medalha de ouro   | Luiz Santos            | Brasil        | 11.22 | 6.83 | 10.91 | 2.07 | 50.20 | 15.30     | 36.83 | 4.00 | 48.95 | 4:52.12 | 7009 |       |
| Medalha de prata  | Arnaldo Kowales Júnior | Brasil        | 11.39 | 6.96 | 11.54 | 1.89 | 49.28 | 16.33     | 35.25 | 4.10 | 46.15 | 4:46.35 | 6795 |       |
| Medalha de bronze | Edgar Rosabal          | Uruguai       | 11.71 | 6.02 | 10.85 | 1.83 | 53.26 | 15.33     | 34.73 | 3.80 | 43.59 | 5:00.19 | 6144 |       |
| 4                 | Wilder Umaña           | Colômbia      | 12.46 | 6.23 | 10.21 | 1.71 | 55.36 | 16.40     | 29.49 | 3.50 | 41.93 | 4:55.79 | 5512 |       |

## Resultado feminino

### 100 metros
Bateria – 27 de setembro
Vento:
Bateria  1: -1.2 m/s, Bateria 2: +0.0 m/s
| Posição | Bateria | Atleta              | Nacionalidade | Tempo | Notas |
| ------- | ------- | ------------------- | ------------- | ----- | ----- |
| 1       | 2       | Marleth Ospino      | Colômbia      | 11.49 | Q     |
| 2       | 1       | Laura Martínez      | Colômbia      | 11.63 | Q     |
| 3       | 2       | Daniele Campigotto  | Brasil        | 11.79 | Q     |
| 4       | 1       | Paula Daruich       | Peru          | 11.92 | Q     |
| 5       | 1       | Suellen de Sant Ana | Brasil        | 11.94 | Q     |
| 6       | 2       | Antonia Ramírez     | Chile         | 12.02 | Q     |
| 7       | 2       | Cayetana Chirinos   | Peru          | 12.10 | q     |
| 8       | 1       | Lauren Mendoza      | Bolívia       | 12.12 | q     |
| 9       | 2       | Emily Aguirre       | Venezuela     | 12.26 |       |

Final – 27 de setembro
Vento: +1.0 m/s
| Posição           | Raia | Atleta              | Nacionalidade | Tempo | Notas |
| ----------------- | ---- | ------------------- | ------------- | ----- | ----- |
| Medalha de ouro   | 4    | Laura Martínez      | Colômbia      | 11.45 |       |
| Medalha de prata  | 3    | Marleth Ospino      | Colômbia      | 11.54 |       |
| Medalha de bronze | 5    | Daniele Campigotto  | Brasil        | 11.71 |       |
| 4                 | 6    | Paula Daruich       | Peru          | 11.86 |       |
| 5                 | 7    | Suellen de Sant Ana | Brasil        | 12.00 |       |
| 6                 | 2    | Antonia Ramírez     | Chile         | 12.04 |       |
| 7                 | 1    | Cayetana Chirinos   | Peru          | 12.07 |       |
| 8                 | 8    | Lauren Mendoza      | Bolívia       | 12.18 |       |

### 200 metros
29 de setembro
Vento: -0.8 m/s
| Posição           | Raia | Atleta             | Nacionalidade | Tempo | Notas |
| ----------------- | ---- | ------------------ | ------------- | ----- | ----- |
| Medalha de ouro   | 3    | Marleth Ospino     | Colômbia      | 23.25 |       |
| Medalha de prata  | 4    | Laura Martínez     | Colômbia      | 23.70 |       |
| Medalha de bronze | 6    | Daniele Campigotto | Brasil        | 24.00 |       |
| 4                 | 5    | Antonia Ramírez    | Chile         | 24.26 |       |
| 5                 | 8    | Evelin Mercado     | Equador       | 24.71 |       |
| 6                 | 7    | Lauren Mendoza     | Bolívia       | 25.22 |       |

### 400 metros
28 de setembro
| Posição           | Raia | Atleta           | Nacionalidade | Tempo | Notas |
| ----------------- | ---- | ---------------- | ------------- | ----- | ----- |
| Medalha de ouro   | 3    | Erica Cavalheiro | Brasil        | 52.95 |       |
| Medalha de prata  | 6    | Nahomy Castro    | Colômbia      | 53.30 |       |
| Medalha de bronze | 5    | Evelin Mercado   | Equador       | 53.56 |       |
| 4                 | 7    | Xiomara Ibarra   | Equador       | 54.68 |       |
| 5                 | 4    | Isabella Hurtado | Colômbia      | 55.29 |       |

### 800 metros
29 de setembro
| Posição           | Atleta              | Nacionalidade | Tempo   | Notas |
| ----------------- | ------------------- | ------------- | ------- | ----- |
| Medalha de ouro   | Luise Braga         | Brasil        | 2:07.29 |       |
| Medalha de prata  | Anita Poma          | Peru          | 2:08.37 |       |
| Medalha de bronze | Sabrina Pena        | Brasil        | 2:08.94 |       |
| 4                 | María Celeste Rojas | Venezuela     | 2:09.81 |       |
| 5                 | Matilde Ruiz        | Chile         | 2:13.17 |       |
| 6                 | Karol Mosquera      | Colômbia      | 2:13.65 |       |
| 7                 | Lina Gil            | Colômbia      | 2:15.35 |       |

### 1.500 metros
27 de setembro
| Posição           | Atleta           | Nacionalidade | Tempo   | Notas |
| ----------------- | ---------------- | ------------- | ------- | ----- |
| Medalha de ouro   | Anita Poma       | Peru          | 4:27.46 |       |
| Medalha de prata  | Karol Luna       | Colômbia      | 4:27.58 |       |
| Medalha de bronze | Mirelle da Silva | Brasil        | 4:34.58 |       |
| 4                 | Laura Camargo    | Colômbia      | 4:36.90 |       |
| 5                 | Luz Arias        | Peru          | 4:38.54 |       |
| 6                 | Matilde Ruiz     | Chile         | 4:45.65 |       |
| 7                 | Luise Braga      | Brasil        | 4:48.23 |       |
| 8                 | Julieta Firpo    | Uruguai       | 4:48.95 |       |

### 5.000 metros
29 de setembro
| Posição           | Atleta           | Nacionalidade | Tempo    | Notas                 |
| ----------------- | ---------------- | ------------- | -------- | --------------------- |
| Medalha de ouro   | Benita Parra     | Bolívia       | 16:30.61 | Recorde do campeonato |
| Medalha de prata  | Nubia Silva      | Brasil        | 16:45.17 |                       |
| Medalha de bronze | Veronica Huacasi | Peru          | 16:46.10 |                       |
| 4                 | Danna Díaz       | Colômbia      | 17:21.75 |                       |
| 5                 | Leydi Raura      | Equador       | 17:32.90 |                       |
| 6                 | Laura Rojas      | Colômbia      | 17:48.07 |                       |
| 7                 | Luz Arias        | Peru          | 17:53.84 |                       |

### 10.000 metros
27 de setembro
| Posição           | Atleta           | Nacionalidade | Tempo    | Notas |
| ----------------- | ---------------- | ------------- | -------- | ----- |
| Medalha de ouro   | Nubia Silva      | Brasil        | 35:37.51 |       |
| Medalha de prata  | Benita Parra     | Bolívia       | 35:39.10 |       |
| Medalha de bronze | Jeidy Mora       | Colômbia      | 37:36.66 |       |
| 4                 | Angelica Slacedo | Colômbia      | 38:41.12 |       |
| 5                 | Luisa de Almeida | Brasil        | 39:25.09 |       |

### 100 metros barreiras
29 de setembro
Vento: +0.1 m/s
| Posição           | Raia | Atleta            | Nacionalidade | Tempo | Notas |
| ----------------- | ---- | ----------------- | ------------- | ----- | ----- |
| Medalha de ouro   |      | Luciana Zapata    | Colômbia      | 13.40 |       |
| Medalha de prata  |      | Lays Silva        | Brasil        | 13.59 |       |
| Medalha de bronze |      | Helen Bernard     | Argentina     | 13.64 |       |
| 4                 |      | Maria Luiza Silva | Brasil        | 13.70 |       |
| 5                 |      | Isabel Urrutia    | Colômbia      | 13.91 |       |
| 5                 |      | Catalina Rozas    | Chile         | 13.91 |       |
| 7                 |      | Marlene Koss      | Argentina     | 14.28 |       |
| 8                 |      | Millie Díaz       | Uruguai       | 15.40 |       |

### 400 metros barreiras
28 de setembro
| Posição           | Raia | Atleta              | Nacionalidade | Tempo   | Notas |
| ----------------- | ---- | ------------------- | ------------- | ------- | ----- |
| Medalha de ouro   | 6    | Helen Bernard       | Argentina     | 1:00.02 |       |
| Medalha de prata  | 4    | Camille de Oliveira | Brasil        | 1:00.08 |       |
| Medalha de bronze | 5    | Camilly dos Santos  | Brasil        | 1:02.15 |       |
| 4                 | 3    | Emily Montaño       | Colômbia      | 1:02.43 |       |
| 5                 | 7    | Martha Córdoba      | Colômbia      | 1:05.15 |       |

### 3.000 metros com obstáculos
28 de setembro
| Posição           | Atleta           | Nacionalidade | Tempo    | Notas |
| ----------------- | ---------------- | ------------- | -------- | ----- |
| Medalha de ouro   | Mirelle da Silva | Brasil        | 10:33.61 |       |
| Medalha de prata  | Veronica Huacasi | Peru          | 10:34.15 |       |
| Medalha de bronze | Leydi Raura      | Equador       | 10:37.58 |       |
| 4                 | Stefany López    | Colômbia      | 10:42.95 |       |
| 5                 | Jeny Barcenas    | Colômbia      | 11:25.96 |       |

### Revezamento 4x100 m
28 de setembro
| Posição         | Raia | Nacionalidade | Atletas                                                                        | Tempo | Notas |
| --------------- | ---- | ------------- | ------------------------------------------------------------------------------ | ----- | ----- |
| Medalha de ouro | 6    | Brasil        | Maria Luiza Silva, Vanessa dos Santos, Suellen de Sant Ana, Daniele Campigotto | 45.60 |       |
| 9               | 4    | Peru          | Jimena Reyes, Paula Daruich, Bianca Conroy, Cayetana Chirinos                  | DNF   |       |
| 9               | 5    | Colômbia      | Stefany Julio, Marleth Ospino, Laura Martínez, Danna Banquez                   | DNF   |       |

### Revezamento 4x400 m
29 de setembro
| Posição           | Raia     | Nacionalidade                                                      | Atletas | Tempo | Notas |
| ----------------- | -------- | ------------------------------------------------------------------ | ------- | ----- | ----- |
| Medalha de ouro   | Colômbia | Isabella Hurtado, Karol Mosquera, Isabella Castillo, Nahomy Castro | 3:40.49 |       |       |
| Medalha de prata  | Brasil   | Camilly dos Santos, Luise Braga, Sabrina Pena, Erica Cavalheiro    | 3:46.30 |       |       |
| Medalha de bronze | Peru     | Paula Daruich, Bianca Conroy, Cayetana Chirinos, Jimena Reyes      | 4:08.14 |       |       |

### 20 km marcha atlética
27 de setembro
| Posição           | Atleta               | Nacionalidade | Tempo      | Notas |
| ----------------- | -------------------- | ------------- | ---------- | ----- |
| Medalha de ouro   | Natalia Pulido       | Colômbia      | 1:41:28.60 |       |
| Medalha de prata  | Gabriela Muniz       | Brasil        | 1:43:54.60 |       |
| Medalha de bronze | Inés Huallpa         | Bolívia       | 1:46:00.30 |       |
| 4                 | Gabrielly dos Santos | Brasil        | 1:50:43.10 |       |
| 5                 | Laura Pedraza        | Colômbia      | 1:52:00.10 |       |

### Salto em altura
28 de setembro
| Posição           | Atleta                | Nacionalidade | 1.70 | 1.75 | 1.78 | 1.81 | 1.85 | 1.88 | Resultado | Notas |
| ----------------- | --------------------- | ------------- | ---- | ---- | ---- | ---- | ---- | ---- | --------- | ----- |
| Medalha de ouro   | María Isabel Arboleda | Colômbia      | o    | o    | o    | o    | xxo  | o    | 1.88      |       |
| Medalha de prata  | Maria Eduarda Barbosa | Brasil        | xo   | xo   | o    | xxx  |      |      | 1.78      |       |
| Medalha de bronze | Arielly Rodrigues     | Brasil        | o    | o    | xxx  |      |      |      | 1.75      |       |
| 4                 | Hellen Tenorio        | Colômbia      | xo   | xo   | xxx  |      |      |      | 1.75      |       |
| 9                 | Abril Okon            | Argentina     | xxx  |      |      |      |      |      | NM        |       |

### Salto com vara
27 de setembro
| Posição          | Atleta           | Nacionalidade | 3.50 | 3.60 | 3.70 | 3.80 | 3.90 | 4.01 | Resultado | Notas |
| ---------------- | ---------------- | ------------- | ---- | ---- | ---- | ---- | ---- | ---- | --------- | ----- |
| Medalha de ouro  | Luna Pabón       | Colômbia      | –    | o    | xo   | o    | o    | xxx  | 3.90      |       |
| Medalha de prata | Karen Bedoya     | Colômbia      | o    | o    | o    | xxo  | xxx  |      | 3.80      |       |
| 9                | Arantxa Cortez   | Peru          | –    | xxx  |      |      |      |      | NM        |       |
| 9                | Julia Calabrette | Brasil        | –    | xxx  |      |      |      |      | NM        |       |

### Salto em comprimento
27 de setembro
| Posição           | Atleta              | Nacionalidade | Resultado | Notas |
| ----------------- | ------------------- | ------------- | --------- | ----- |
| Medalha de ouro   | Vanessa dos Santos  | Brasil        | 6.22      |       |
| Medalha de prata  | Rayssa Rodrigues    | Brasil        | 6.06      |       |
| Medalha de bronze | Paula Daruich       | Peru          | 6.01      |       |
| 4                 | Victoria Zanolli    | Argentina     | 5.97      |       |
| 5                 | Daniela Vaca        | Bolívia       | 5.80      |       |
| 6                 | Marlene Koss        | Argentina     | 5.51      |       |
| 7                 | María Paula Reinoso | Colômbia      | 5.14      |       |
| 8                 | Yaritza Castro      | Colômbia      | 4.90      |       |

### Salto triplo
28 de setembro
| Posição           | Atleta              | Nacionalidade | #1    | #2    | #3    | #4    | #5    | #6    | Resultado | Notas |
| ----------------- | ------------------- | ------------- | ----- | ----- | ----- | ----- | ----- | ----- | --------- | ----- |
| Medalha de ouro   | Regiclecia da Silva | Brasil        | 13.55 | 13.46 | 13.73 | 13.71 | x     | 13.67 | 13.73     |       |
| Medalha de prata  | Valery Arce         | Colômbia      | 13.02 | x     | 13.11 | 13.17 | 12.89 | 12.60 | 13.17     |       |
| Medalha de bronze | Estrella Lobo       | Colômbia      | 12.76 | 12.69 | x     | 12.70 | x     | 12.71 | 12.76     |       |
| 4                 | Whaylla de Oliveira | Brasil        | 12.33 | 12.34 | 12.37 | x     | 12.45 | 12.54 | 12.54     |       |
| 5                 | Millie Díaz         | Uruguai       | 11.85 | 12.26 | 11.96 | 12.05 | x     | 11.93 | 12.26     |       |
| 6                 | Luciana Gennari     | Argentina     | 11.34 | 11.83 | 11.85 | 11.61 | x     | 11.80 | 11.85     |       |

### Arremesso de peso
29 de setembro
| Posição           | Atleta           | Nacionalidade | #1    | #2    | #3    | #4    | #5    | #6    | Resultado | Notas |
| ----------------- | ---------------- | ------------- | ----- | ----- | ----- | ----- | ----- | ----- | --------- | ----- |
| Medalha de ouro   | Taniele da Silva | Brasil        | 13.42 | x     | 12.99 | 15.06 | x     | 14.32 | 15.06     |       |
| Medalha de prata  | Esteisy Salas    | Colômbia      | 13.90 | 14.19 | 14.95 | 13.55 | 14.60 | 14.26 | 14.95     |       |
| Medalha de bronze | Edmara de Jesus  | Brasil        | 13.61 | 14.14 | 13.82 | 14.11 | 14.29 | 14.12 | 14.29     |       |
| 4                 | Alicia Grootfaam | Suriname      | 13.81 | 13.43 | 14.14 | 13.72 | 13.32 | x     | 14.14     |       |
| 5                 | Florencia Dupans | Argentina     | 13.60 | x     | 14.03 | 13.12 | 14.13 | x     | 14.13     |       |
| 6                 | Sury Murillo     | Colômbia      | x     | 11.61 | 13.05 | x     | 13.77 | 12.71 | 13.77     |       |

### Lançamento de disco
29 de setembro
| Posição           | Atleta                | Nacionalidade | #1    | #2    | #3    | #4    | #5    | #6    | Resultado | Notas |
| ----------------- | --------------------- | ------------- | ----- | ----- | ----- | ----- | ----- | ----- | --------- | ----- |
| Medalha de ouro   | Florencia Dupans      | Argentina     | 36.98 | 43.52 | 43.67 | 45.00 | 48.29 | x     | 48.29     |       |
| Medalha de prata  | Samanta Lopes         | Brasil        | 44.69 | 47.96 | x     | 46.63 | 44.57 | x     | 47.96     |       |
| Medalha de bronze | Angelica Caicedo      | Colômbia      | 44.45 | 45.35 | 45.94 | 47.13 | 47.71 | 42.82 | 47.71     |       |
| 4                 | Thaina Conceiçao      | Brasil        | 44.49 | x     | 45.10 | 45.66 | 46.44 | 45.41 | 46.44     |       |
| 5                 | Ottainys Mercedes     | Venezuela     | 42.59 | x     | 44.02 | 45.59 | 41.50 | 42.11 | 45.59     |       |
| 6                 | María Candela Ratibel | Argentina     | 44.18 | 43.00 | 44.94 | x     | x     | 37.98 | 44.94     |       |
| 7                 | Valery Franco         | Colômbia      | 40.90 | 39.69 | 38.38 | x     | x     | 41.39 | 41.39     |       |

### Lançamento de martelo
27 de setembro
| Posição           | Atleta             | Nacionalidade | #1    | #2    | #3    | #4    | #5    | #6    | Resultado | Notas |
| ----------------- | ------------------ | ------------- | ----- | ----- | ----- | ----- | ----- | ----- | --------- | ----- |
| Medalha de ouro   | Nereida Santacruz  | Equador       | 63.25 | 63.56 | x     | 62.19 | 63.75 | ?     | 63.75     |       |
| Medalha de prata  | Yenniver Veroes    | Venezuela     | 57.79 | x     | 57.52 | 55.81 | 56.60 | 59.32 | 59.32     |       |
| Medalha de bronze | Giuliana Baigorria | Argentina     | x     | 59.03 | 57.90 | x     | x     | x     | 59.03     |       |
| 4                 | Agnys dos Santos   | Brasil        | 58.54 | x     | 58.25 | 56.89 | x     | 56.44 | 58.54     |       |
| 5                 | Catalina Rodríguez | Colômbia      | 58.13 | 55.18 | 55.56 | 51.82 | 56.30 | 57.26 | 58.13     |       |
| 6                 | Yennifer Barahona  | Colômbia      | 52.10 | x     | x     | x     | 54.59 | x     | 54.59     |       |
| 7                 | Kinbely Asis       | Brasil        | x     | 52.99 | x     | x     | 53.66 | x     | 53.66     |       |

### Lançamento de dardo
27 de setembro
| Posição           | Atleta            | Nacionalidade | #1    | #2    | #3    | #4    | #5    | #6    | Resultado | Notas |
| ----------------- | ----------------- | ------------- | ----- | ----- | ----- | ----- | ----- | ----- | --------- | ----- |
| Medalha de ouro   | Manuela Rotundo   | Uruguai       | 52.71 | 57.27 | 55.08 | x     | x     | 51.75 | 57.27     |       |
| Medalha de prata  | Valentina Barrios | Colômbia      | 48.89 | 50.22 | 50.59 | 50.08 | 52.20 | 53.61 | 53.61     |       |
| Medalha de bronze | Fiorella Veloso   | Paraguai      | 46.25 | 47.16 | 47.32 | 47.45 | 49.43 | 46.69 | 49.43     |       |
| 4                 | Stefany da Silva  | Brasil        | 42.02 | 48.51 | 38.27 | 42.96 | 46.94 | 49.11 | 49.11     |       |
| 5                 | Laira Ordóñez     | Colômbia      | 43.97 | 45.30 | 41.37 | x     | 45.55 | 41.69 | 45.55     |       |
| 6                 | Kymberly Flores   | Peru          | 37.01 | 36.52 | 39.18 | 35.65 | 38.42 | 39.19 | 39.19     |       |

### Heptatlo
27 – 29 de setembro
| Colocação         | Atleta             | Nacionalidade | 100 m C/B | SA   | AP    | 200 m | SD   | LD    | 800 m   | Total | Notas |
| ----------------- | ------------------ | ------------- | --------- | ---- | ----- | ----- | ---- | ----- | ------- | ----- | ----- |
| Medalha de ouro   | Tainara Mees       | Brasil        | 14.07     | 1.61 | 13.14 | 24.59 | 5.71 | 35.81 | 2:31.23 | 5404  |       |
| Medalha de prata  | Ana Paula Argüello | Paraguai      | 14.22     | 1.61 | 11.70 | 25.16 | 5.64 | 36.69 | 2:33.95 | 5196  |       |
| Medalha de bronze | Renata Godoy       | Argentina     | 15.49     | 1.64 | 12.16 | 25.65 | 5.38 | 41.75 | 2:27.19 | 5156  |       |
| 4                 | Yudisa Martínez    | Colômbia      | 15.17     | 1.64 | 11.32 | 25.75 | 4.61 | 42.07 | 2:41.84 | 4752  |       |
| 5                 | Julia Leite        | Brasil        | 14.69     | 1.58 | 9.87  | 26.33 | 5.31 | 33.14 | 2:31.11 | 4745  |       |
| 6                 | Zharick Martínez   | Colômbia      | DSQ       | 1.52 | 10.85 | 27.07 | 5.49 | 28.81 | 2:28.19 | 3802  |       |
| 7                 | Mariangelic Rojas  | Venezuela     | 14.80     | 1.49 | 9.92  | DSQ   | 5.19 | 29.37 | 2:47.78 | 3566  |       |
| 9                 | Sofia Ingold       | Uruguai       | 15.21     | 1.52 | 9.26  | 26.29 | 5.26 | 26.10 | DNS     | DNF   |       |

## Misto

### Revezamento 4x400 m
27 de setembro
| Posição           | Nacionalidade | Atletas                                                        | Tempo   | Notas   |
| ----------------- | ------------- | -------------------------------------------------------------- | ------- | ------- |
| Medalha de ouro   | Colômbia      | Raúl Palacios, Paola Loboa, Daniel Balanta, Nahomy Castro      | 3:19.88 | , NU23R |
| Medalha de prata  | Equador       | Dhustyn Morquecho, Xiomara Ibarra, Alan Minda, Evelin Mercado  | 3:22.08 |         |
| Medalha de bronze | Brasil        | Jadson Lima, Camille de Oliveira, Caio Silva, Erica Cavalheiro | 3:26.88 |         |

Legenda
| Recorde mundial       | Recorde mundial (World record)               |                       | Recorde africano                      | Recorde africano (African) |                                           | Q | Classificado por posição (Qualified) |
| Recorde do campeonato | Recorde do campeonato (Championship record)  | Recorde da América    | Recorde da América (Americas)         | q                          | Classificado por melhor tempo (Qualified) |   |                                      |
| Melhor marca do ano   | Melhor marca do ano (World leading)          | Recorde asiático      | Recorde asiático (Asian)              | DNS                        | Não largou (Did not start)                |   |                                      |
| Recorde nacional      | Recorde nacional (National record)           | Recorde europeu       | Recorde europeu (European)            | DNF                        | Não terminou (Did not finish)             |   |                                      |
| Recorde pessoal       | Recorde pessoal do atleta (Personal best)    | Recorde da Oceania    | Recorde da Oceania (Oceania)          | DSQ / DQ                   | Desclassificado (Disqualified)            |   |                                      |
| Recorde da temporada  | Recorde da temporada do atleta (Season best) | Recorde sul-americano | Recorde sul-americano (South America) | NM                         | Sem marca (No mark)                       |   |                                      |